# Барон Кобболд
Барон Кобболд (англ. Baron Cobbold) из Небворф в графстве Хартфордшир — наследственный титул в системе Пэрства Соединённого королевства. Был создан 23 ноября 1960 года для британского банкира Кэмерона Фромантила Кобболда (1904—1987). Он был верховным шерифом графства Лондон (1946—1947), управляющим Банком Англии (1949—1961) и лордом-камергером (1963—1971).
В 1987 году ему наследовал его сын, Дэвид Энтони Фромантин Литтон-Кобболд, 2-й барон Кобболд (1937—2022). В 1961 году он принял дополнительную фамилию «Литтон», эта была девичья фамилия его матери леди Гермионы Литтон, через которую Кобболды получили Небуорт-хаус. С 2000 года — лорд Кобболд стал одним из девяноста избранных наследственных пэров, которые остались в Палате лордов после принятия акта Палаты лордов 1999 года. До своей отставки в 2014 году являлся независимым депутатом.
Известны также несколько членов семьи Кобболд. Первый барон Кобболд был внуком Натаниэля Фромантила Кобболда (1839—1886), сына Джона Кобболда (1797—1882), который был депутатом Палаты общин от Ипсуича (1847—1868). Братьями Натаниэла были Джон Кобболд (1831—1875), депутат Палаты общин от Ипсуича (1874—1875), Томас Кобболд (1833—1883), депутат Палаты общин от Ипсуича (1876—1883) и Феликс Кобболд (1841—1909), который также заседал в Палате общин от Стоумаркета (1885—1886) и Ипсуича (1906—1909).

## Бароны Кобболд (1960)
- 1960—1987: Кэмерон Фромантил Кобболд, 1-й барон Кобболд (14 сентября 1904 — 1 ноября 1987), единственный сын подполковника Клемента Джона Фромантила Кобболда (1882—1961) от первого брака;
- 1987—2022: Дэвид Энтони Фромантил Литтон-Кобболд, 2-й барон Кобболд (14 июля 1937 — 9 мая 2022), старший сын предыдущего;
- 2022 — настоящее время: достопочтенный Генри Фромантил Литтон-Кобболд, 3-й барон Кобболд (род. 12 мая 1962), старший сын предыдущего;
  - Наследник титула: Эдвард Литтон-Кобболд (род. 23 апреля 1992), единственный сын предыдущего.